# Kfz-Kennzeichen (Portugal)

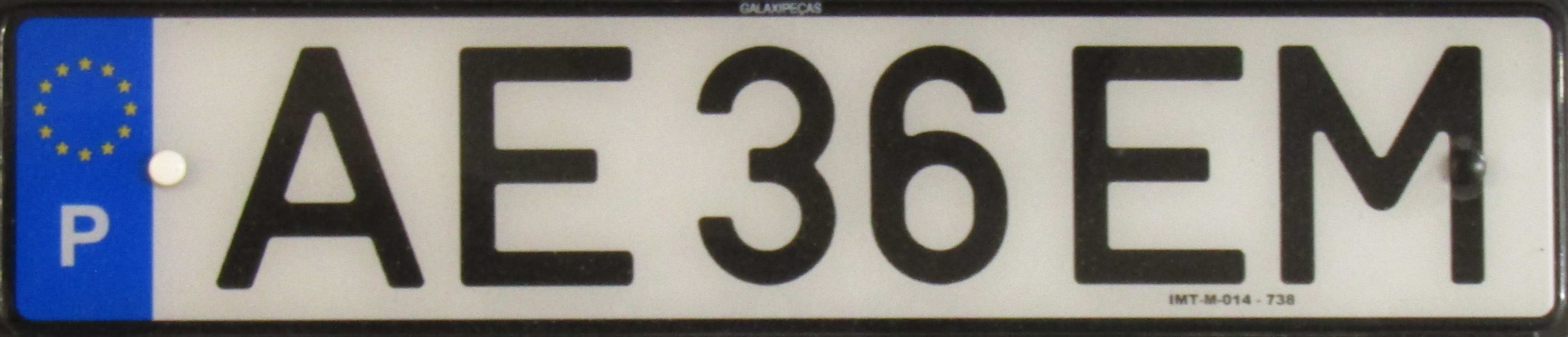
Kfz-Kennzeichen ab März 2020

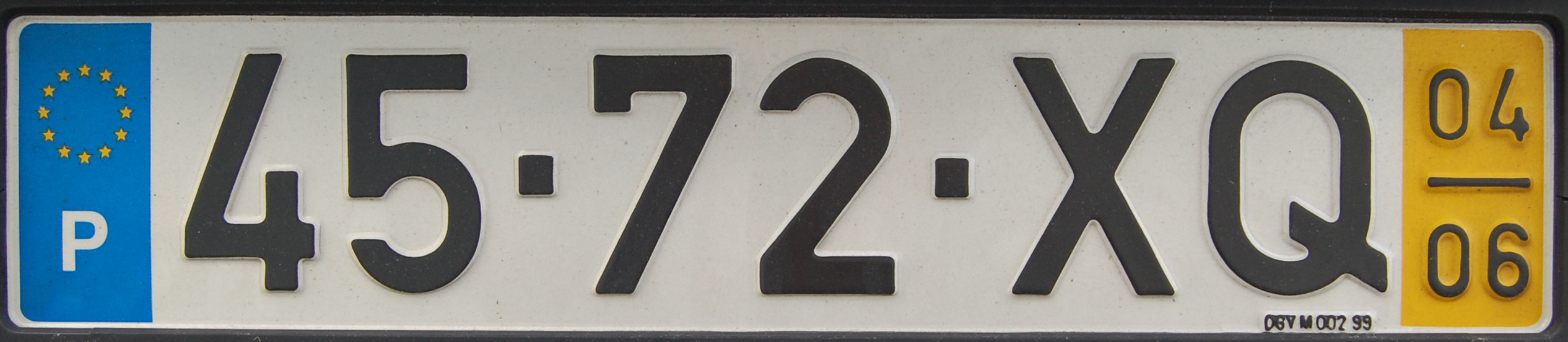
Kfz-Kennzeichen 2005–2020

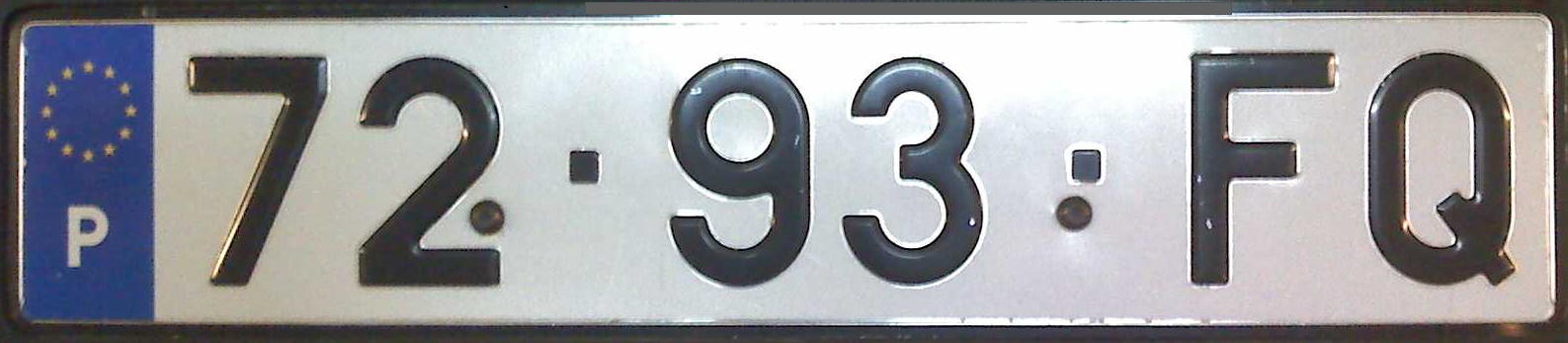
Kfz-Kennzeichen 1992–1998

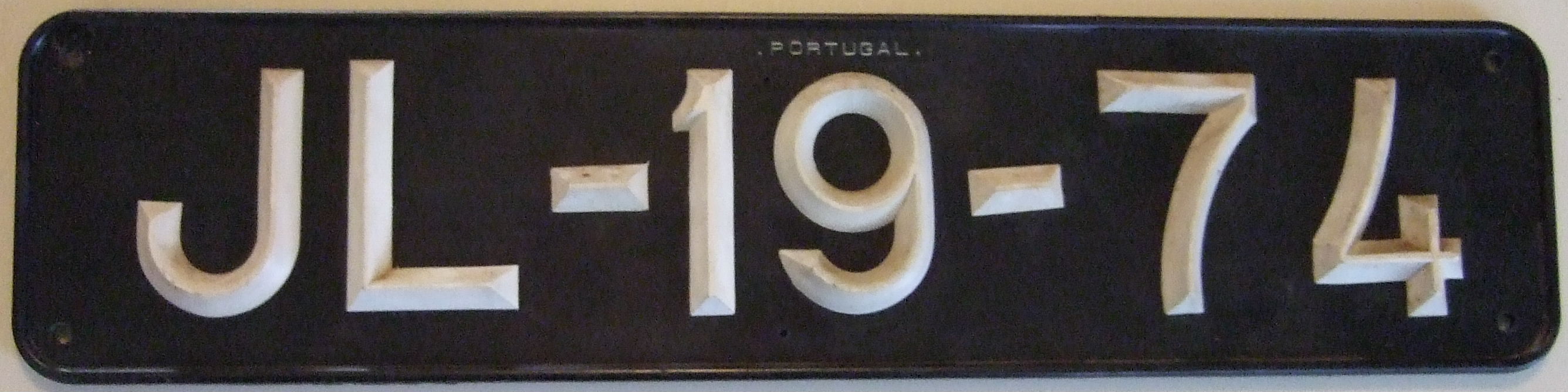
Kfz-Kennzeichen 1937–1991

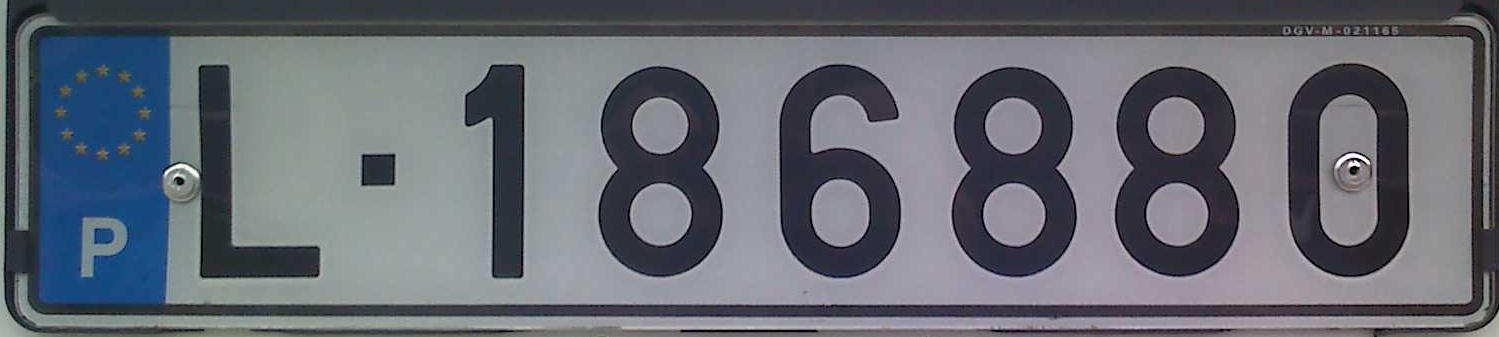
Anhängerkennzeichen. L = Lissabon

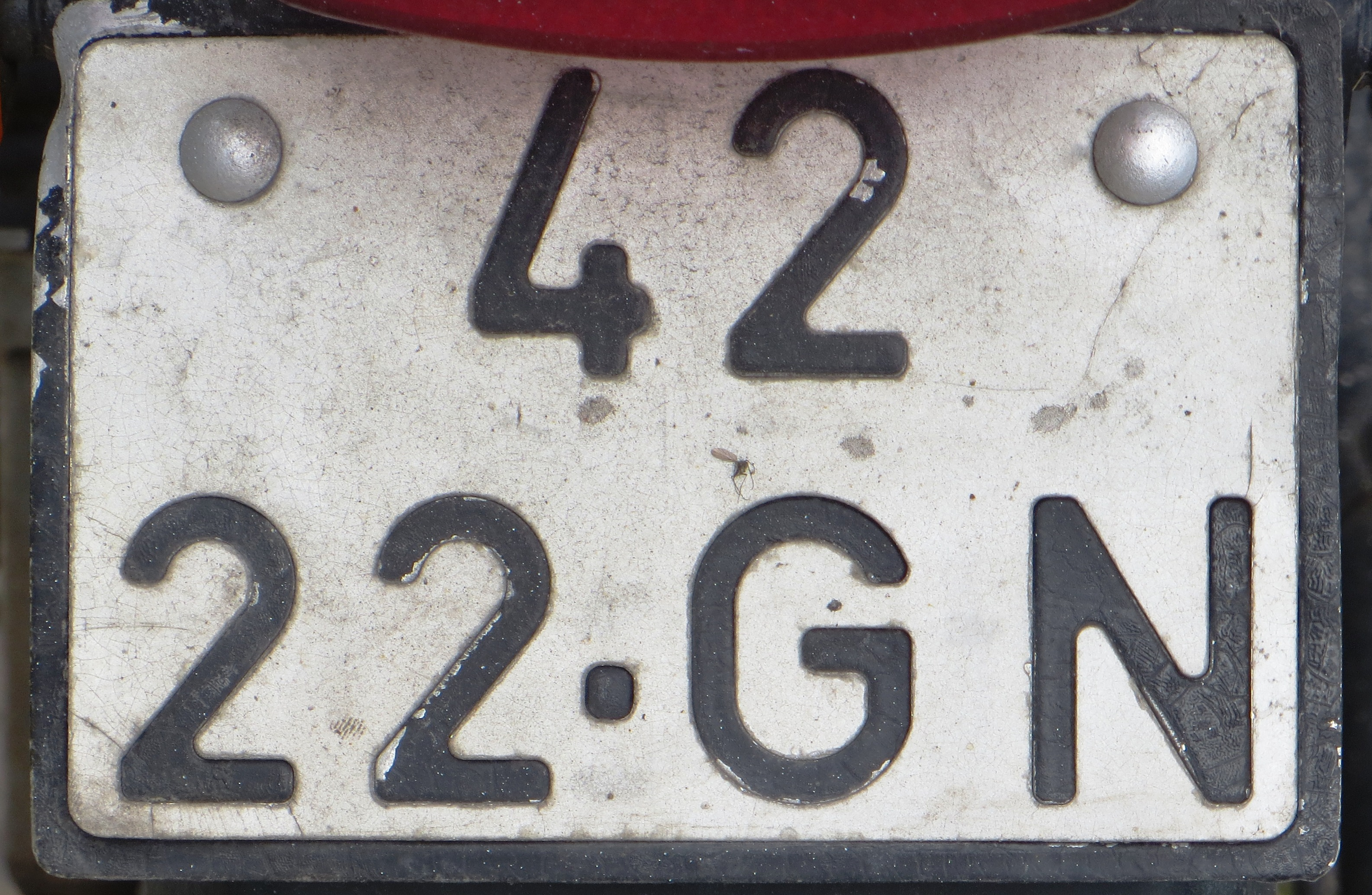
Motorradkennzeichen

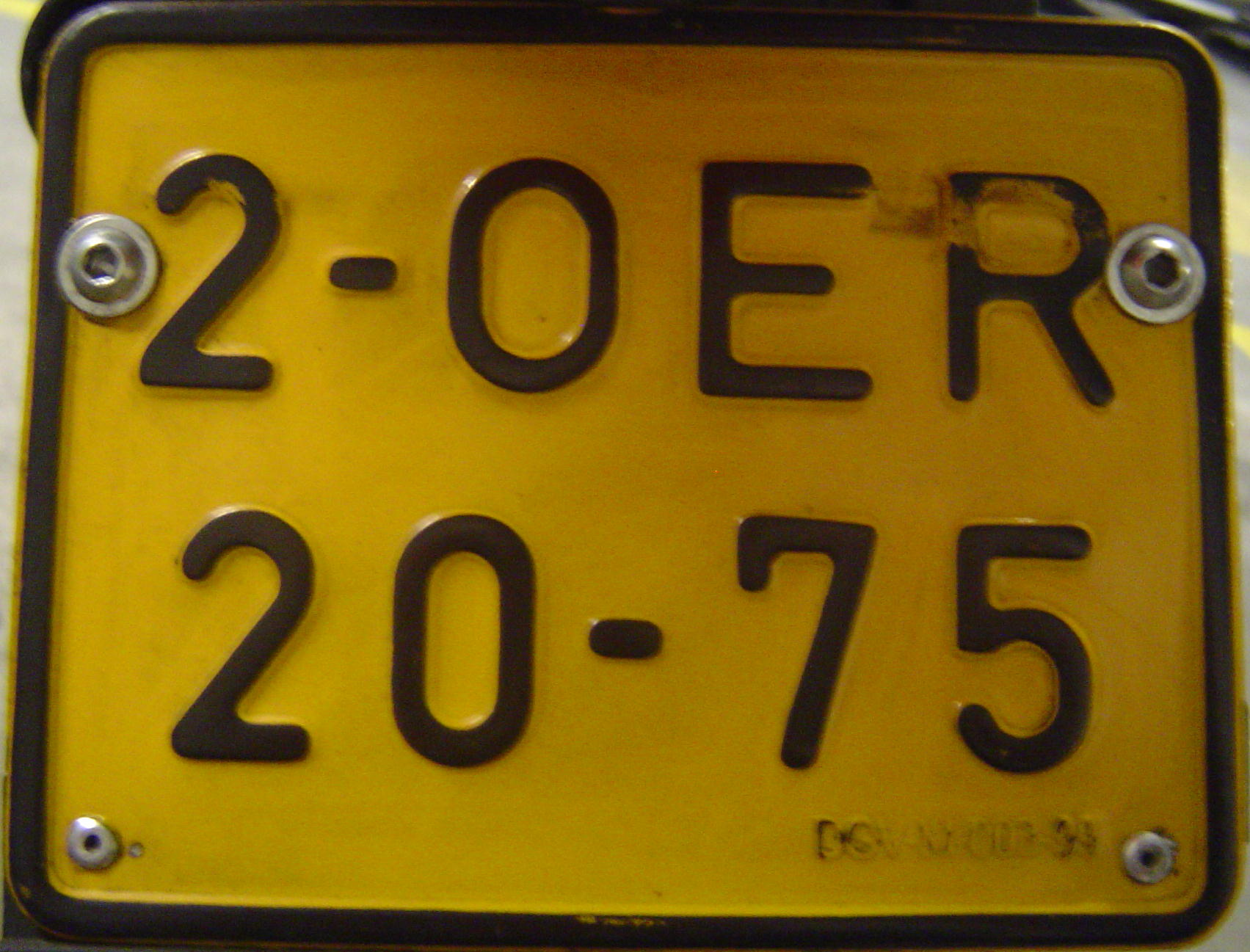
Motorradkennzeichen bis 2006, OER = Oeiras

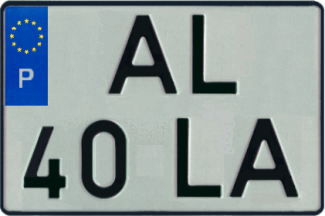
Zweiradkennzeichen im neuen Format ab 2020

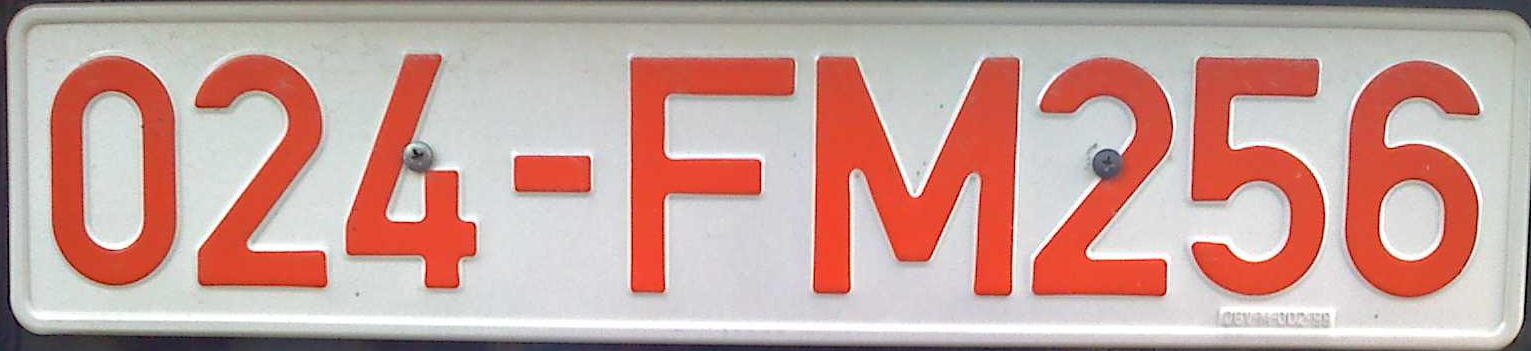
Kennzeichen für Botschaftsangehörige

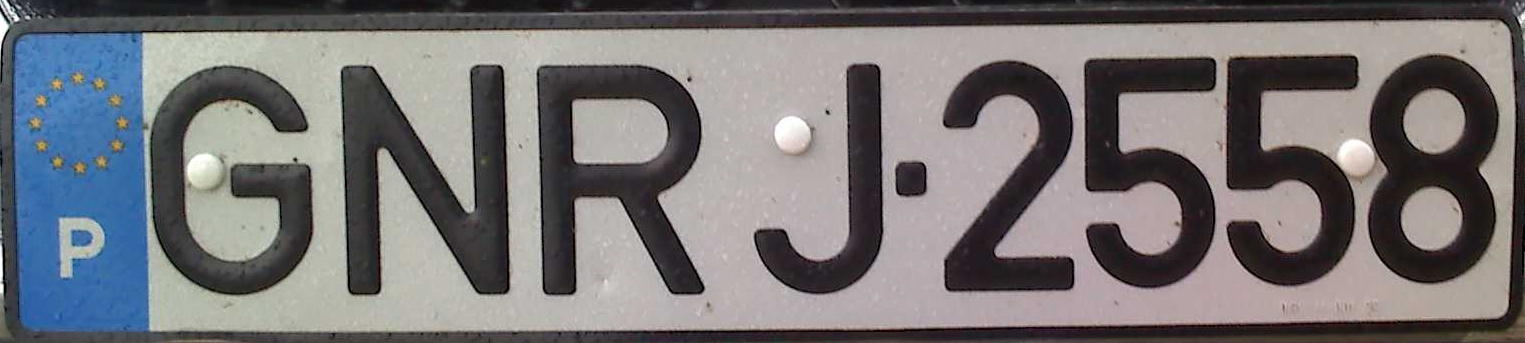
Kennzeichen der Guarda Nacional Republicana

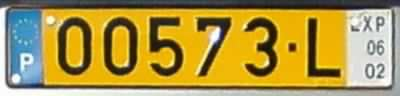
Exportkennzeichen

Portugiesische Kennzeichen sind Versicherungskennzeichen und geben keine Auskunft über Ort oder Region.
Die Nummernschilder bestehen seit 1937 aus jeweils drei Gruppen à zwei Zeichen. Das System begann mit dem Schema AA-12-34 getrennt durch Bindestriche. Ab 1992 wurden die Kombination auf 12·34·AB, getrennt durch Punkte, umgestellt. Ab 2005 wurden die Kombinationen 12·AB·34 vergeben. Seit März 2020 folgen die Kennzeichen dem Muster AB 12 CD. Auf ein Trennzeichen wird verzichtet.
Bis zum 3. März 1992 wurden Nummernschilder mit schwarzer Grundfarbe und weißer Aufschrift ausgegeben. Mit der Umstellung auf das Zahl-Zahl-Buchstabe-Format wurden auch die Farben getauscht. Die Schilder besaßen nun schwarze Schrift auf weißem Grund. Zudem wurde am linken Rand ein blaues Feld mit den zwölf europäischen Sternen und der Länderkennung P hinzugefügt.
Bei Kennzeichen, welche zwischen 2005 und 2020 ausgegeben wurden, befindet sich ein gelber Streifen am rechten Rand. In diesen wurden das Jahr (oben) und der Monat (unten) der Erstzulassung des Fahrzeugs vermerkt. Diese Sondermarkierung, welche in Europa einzigartig war, wurde 1998 eingeführt, um das Datum der Erstzulassung auch bei Importfahrzeugen leicht ablesen zu können. Bei Fahrzeugen, deren Erstzulassung in Portugal erfolgte, lässt sich das Datum dieser aufgrund der fortlaufend ausgegebenen Nummern- bzw. Buchstabenfolge anhand öffentlicher Tabellen direkt aus dem Kennzeichen ableiten, was bei Importfahrzeugen nicht ohne weiteres möglich ist. Die Abschaffung des Datumsfelds erfolgte aufgrund einer Angleichung an andere europäische Länder, in welchen das portugiesische Datumsfeld häufig zu Verwechslungen mit einem Ablaufdatum, bspw. bei Export- oder Saisonkennzeichen, führte.
Einige ehemalige portugiesische Kolonien wie Mosambik, Angola, Macau und Kap Verde besitzen noch heute Nummernschilder nach dem Vorbild der alten schwarzen Kennzeichen.

## Kennzeichenarten

### Anhänger
Auch die Kennzeichen der Anhänger (mit Ausnahme kleiner Pkw-Anhänger) besitzen das Europa-Feld mit dem „P“. Allerdings folgen ein oder zwei Buchstaben mit bis zu sechs sich anschließenden Ziffern, bevor der gelbe Streifen mit den Zulassungsdaten das Kennzeichen abschließt. Der bzw. die Buchstaben zeigen den Zulassungsbezirk an.
Kleine Pkw-Anhänger besitzen kein eigenes Kennzeichen. Sie bekommen ein Wiederholungskennzeichen ihres jeweiligen Zugfahrzeuges. Das Kennzeichen des Zugfahrzeuges und das Wiederholungskennzeichen des Pkw-Anhängers müssen übereinstimmen. Bei Verwendung eines anderen Zugfahrzeuges muss das Wiederholungskennzeichen des Pkw-Anhängers ausgewechselt werden.

### Zweiräder
Kennzeichen für Zweiräder weisen dieselben Buchstaben-Zahlen-Gruppen wie gewöhnliche Kennzeichen auf, sind zweizeilig und zeigten bis zum Jahr 2020 weder Euro-Feld noch Zulassungsdatum. Schilder für Zweiräder mit einem Hubraum von weniger als 50 cm³ besaßen dabei einen gelben Hintergrund. Bis 2006 wurden für Zweiräder Schilder mit der Kombination 1-xxx 23-45 ausgegeben, wobei die Buchstaben den Ort der Zulassung kodierten. Bei Zweirädern mit weniger als 50 cm³ war der Hintergrund weiß, bei allen anderen gelb. Zeitgleich mit der Einführung des neuen Kennzeichensystems für Autos im Jahr 2020 wurden auch die Zweiradkennzeichen umgestaltet. Alle Zweiräder erhalten nun ein weißes Kennzeichen mit Euro-Feld, was die internationale Nutzung dieser ohne Anbringung einer zusätzlichen Länderplakette ermöglichen soll.

### Spezielle Kennzeichen
- Die portugiesischen Streitkräfte nutzen die Kürzel ME, MG und MX für das Heer, AP für die Marine sowie AM für die Luftstreitkräfte. Jeweils nach dem Schema ME·12·34.
- Die Guarda Nacional Republicana nutzt Kennzeichen im Format GNR A-01 bis GNR Z-9999.
- Diplomatenkennzeichen besitzen rote Schrift und zeigen zunächst drei Ziffern, die das Herkunftsland angeben. Es folgen die Buchstaben CD für Diplomaten, CC für Konsulatsangehörige oder FM für anderweitiges Botschaftspersonal und eine weitere dreistellige Zahl.
- Exportkennzeichen zeigen zunächst eine Zahlenkombination. Nach einem Bindestrich folgen der oder die Regionsbuchstaben. Der Hintergrund der Schilder ist gelb, und am rechten Rand befindet sich ein weißes Feld mit den Buchstaben EXP und dem Gültigkeitsdatum.
- Das Fahrzeug des portugiesischen Staatspräsidenten zeigt die Buchstaben PR in silber auf schwarz sowie das Staatswappen dazwischen.

## Zulassungsbezirke
Es gibt folgende Zulassungsbezirke für die Kennzeichnung der Lkw-Anhänger:
- A für die Azoren; Zulassungsstelle in Ponta Delgada (auch für Exportfahrzeuge)
- AN für Angra do Heroísmo
- AV für Aveiro
- BE für Beja
- BG für Bragança
- BR für Braga
- C für Coimbra
- CB für Castelo Branco
- E für Évora
- FA für Faro
- GD für Guarda
- H für Horta
- L für Lissabon (auch für Exportfahrzeuge)
- LE für Leiria
- M für Madeira; Zulassungsstelle in Funchal (auch für Exportfahrzeuge)
- P für Porto (auch für Exportfahrzeuge)
- PT für Portalegre
- SA für Santarém
- SE für Setúbal
- VC für Viana do Castelo
- VI für Viseu
- VR für Vila Real